# Fatima Robinson
Fatima Robinson, née à Little Rock (Arkansas) le 29 août 1971, est une chorégraphe et réalisatrice américaine.
Son travail de chorégraphie inclut tous les clips d'Aaliyah, le clip de Remember the Time de Michael Jackson, et celui de Family Affair de Mary J. Blige. Elle a chorégraphié tous les clips vidéos du Disney Channel Original Movie à succès (Les Cheetah Girls : Un monde unique), leur concert en Espagne en 2008 et leur dernière tournée One World.
Les clips réalisés par Fatima Robinson sont Hey Mama et My Humps pour Black Eyed Peas, Stranger pour Hilary Duff et Fergalicious pour Fergie.